# Ludwigia sedoides
A Ludwigia sedoides a mirtuszvirágúak (Myrtales) rendjébe és a ligetszépefélék (Onagraceae) családjába tartozó faj.

## Előfordulása
A Ludwigia sedoides eredeti előfordulási területe Közép- és Dél-Amerikában van. A következő országokban őshonos: Bolívia, Brazília, Costa Rica, Ecuador, Guyana, Honduras, Jamaica, Kolumbia, Kuba, Mexikó, Nicaragua, Panama, Paraguay, Salvador és Venezuela. A Kis-Szunda-szigetekre betelepítette az ember.

## Képek

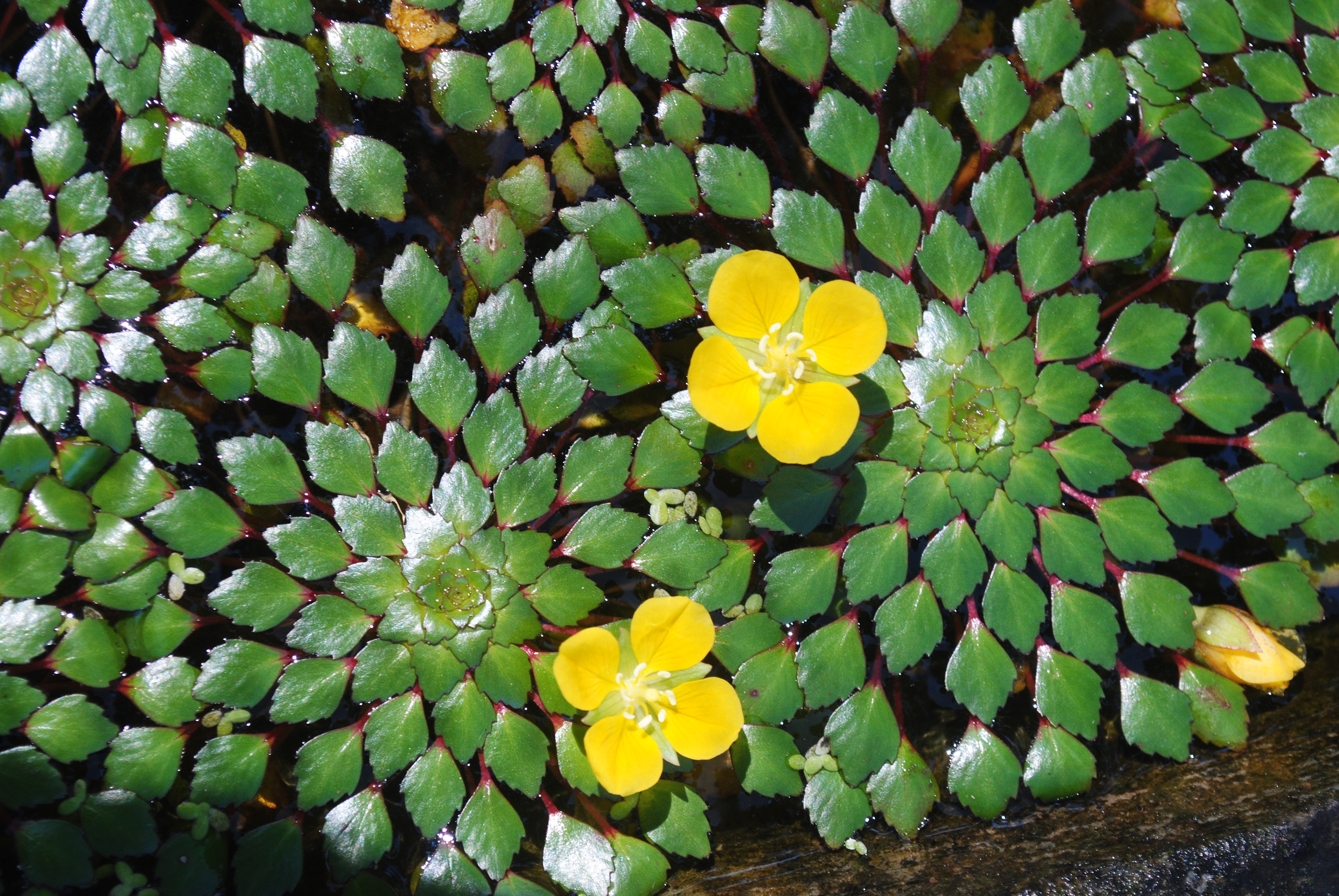
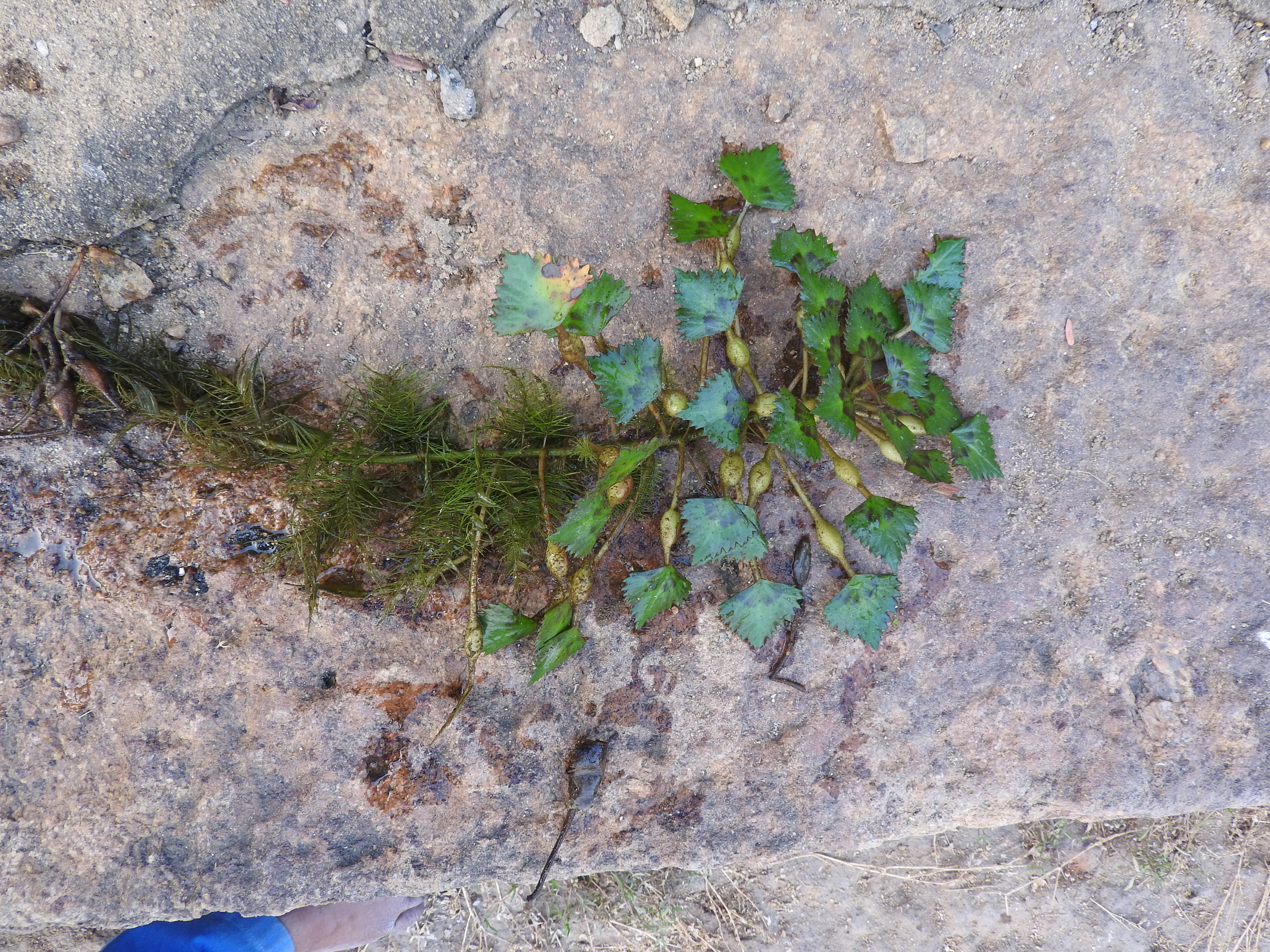
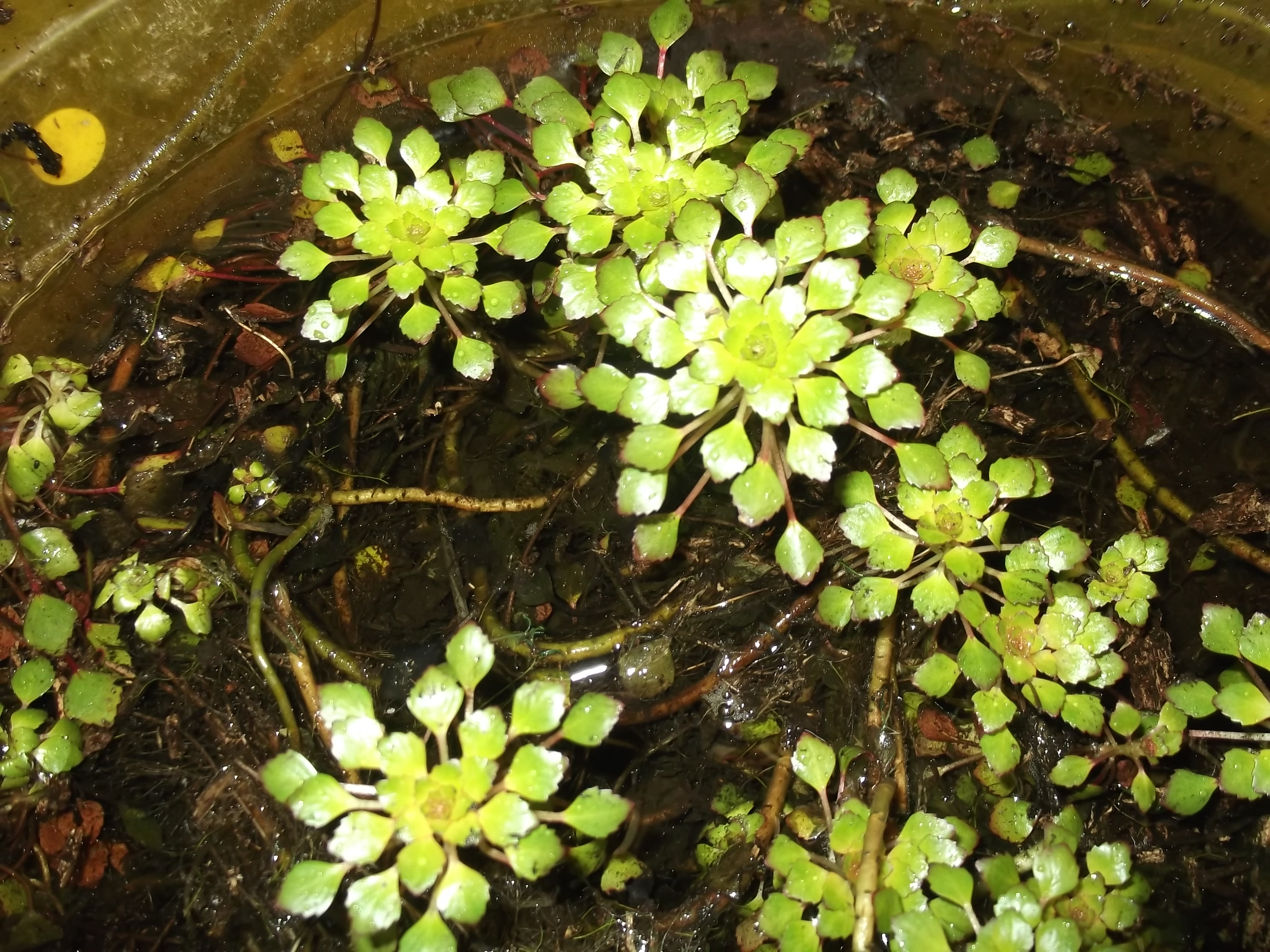
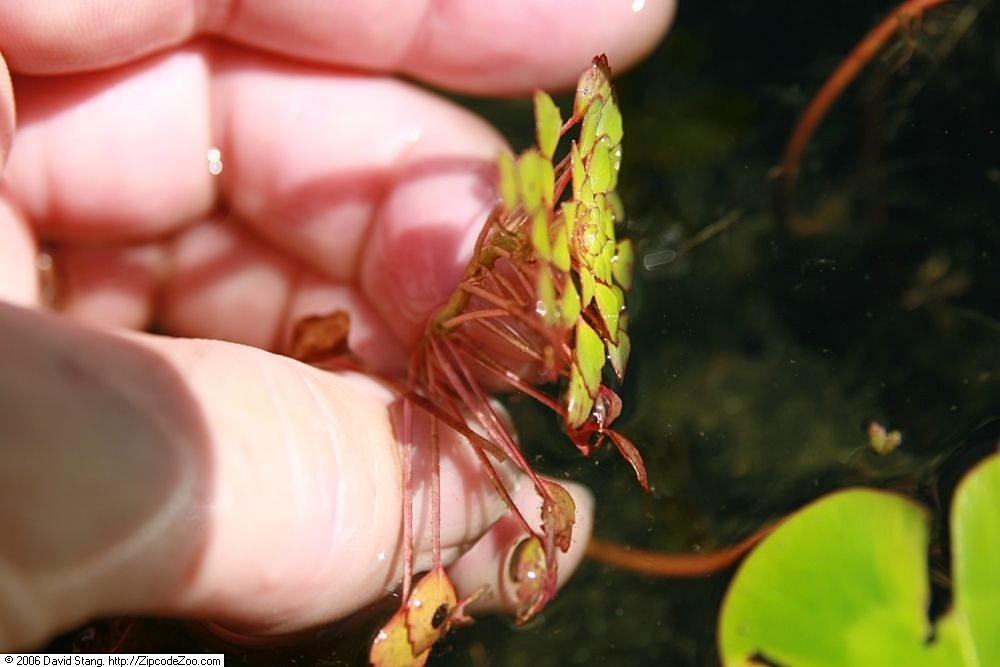
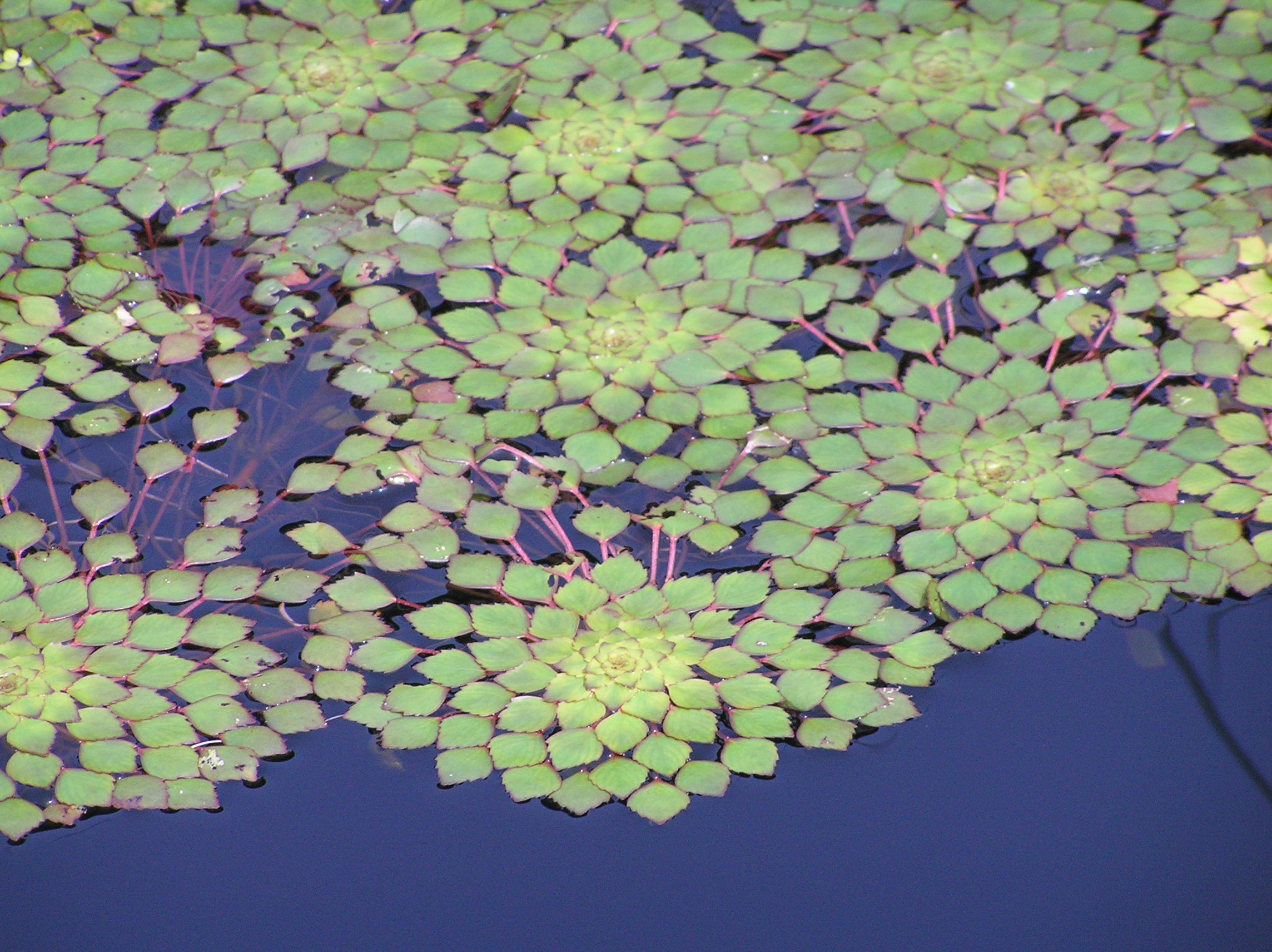